# سیارک ۷۸۳۹۴
سیارک ۷۸۳۹۴ (به انگلیسی: 78394 Garossino، نامگذاری:2002PB166) هفتاد و هشت هزار و سیصد و نود و چهارمین سیارک کشف شده‌است که در ۹ اوت ۲۰۰۲ کشف شد.